# Kringelhån
Kringelhån är en sjö i Härjedalens kommun i Härjedalen och ingår i Ljusnans huvudavrinningsområde. Sjön har en area på 0,194 kvadratkilometer och ligger 801,1 meter över havet. Kringelhån ligger i Rogen Natura 2000-område. Sjön avvattnas av vattendraget Övre Mysklan.

## Delavrinningsområde
Kringelhån ingår i det delavrinningsområde (692635-132094) som SMHI kallar för Utloppet av Kringelhån. Medelhöjden är 838 meter över havet och ytan är 1,04 kvadratkilometer. Räknas de 8 avrinningsområdena uppströms in blir den ackumulerade arean 63,71 kvadratkilometer. Övre Mysklan, som avvattnar avrinningsområdet, har biflödesordning 2, vilket innebär att vattnet flödar genom totalt 2 vattendrag innan det når havet efter 409 kilometer. Avrinningsområdet består mestadels av skog (67 procent) och kalfjäll (15 procent). Avrinningsområdet har 0,19 kvadratkilometer vattenytor vilket ger det en sjöprocent på 18,4 procent.